# والتر بورا
والتر بورا محرك طائرة شعاعي تشيكوسلوفاكي مكون من 9 أسطوانات ويُبرد بالهواء.

استُخدم المحرك لتشغيل الطائرات الخفيفة في ثلاثينيات القرن العشرين.

## الطرازات
- بورا 2

تُشغل المروحة الدافعة للمحرك بواسطة الاتصال المباشر بعمود الدوران.
- بورا 2-أر

تُشغل المروحة الدافعة للمحرك بواسطة تروس تخفيض سرعة (وحدة تخفيض سرعة المروحة الدافعة)، وتبلغ نسبة التخفيض 1:0.666.

## التطبيقات

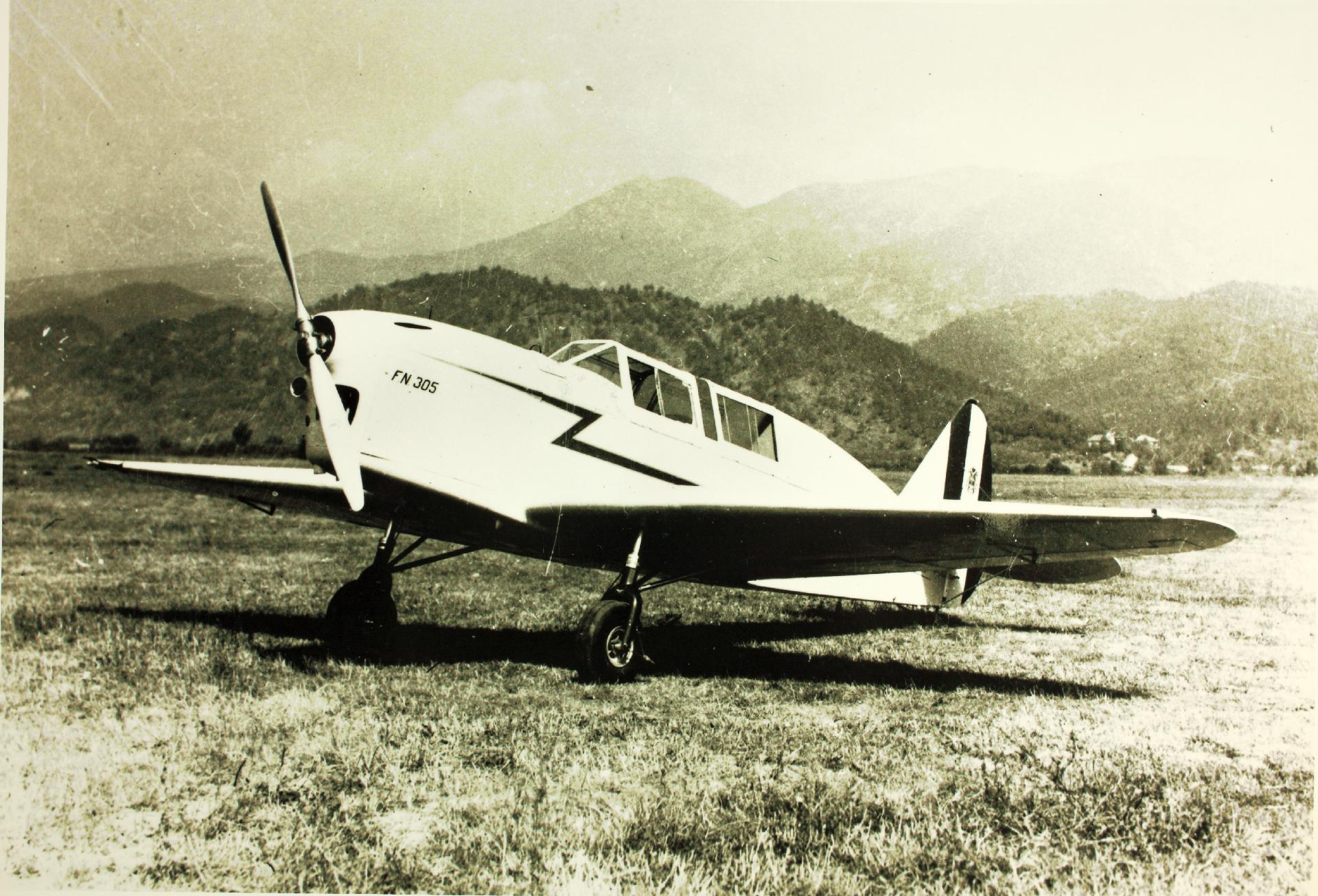
ناردي إف إن 305

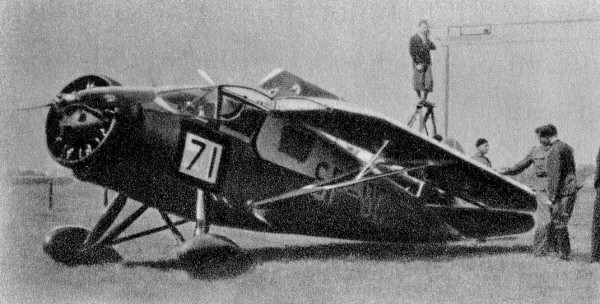
أر دبليو دي 9

استُخدم المحرك في الطائرات التالية:
- ايرو ايه 200
- ناردي إف إن 305  [لغات أخرى]‏
- أر دبليو دي 9
- سياي-مارشيتي اس ام 101  [لغات أخرى]‏

## محركات معروضة
يُعرض نموذج من محرك والتر بورا للعامة في متحف طيران براج.

## المواصفات (بورا 2-أر)

### مواصفات عامة
- النوع: محرك طائرة شعاعي مكون من 9 أسطوانات ويُبرد بالهواء.
- قطر الأسطوانة: 105مم.
- الشوط: 120مم.
- الوزن الصافي: 172كجم.

### المكونات
- سلسة صمامات: صمام دخول وصمام عادم لكل أسطوانة.
- نظام الوقود: مكربن.
- نوع الوقود: بنزين.
- نظام التبريد: تبريد بالهواء.

### الأداء
- القدرة الناتجة: 245حصان (183 كيلو وات) عند 2400 دورة/دقيقة.
- نسبة الانضغاط: 1:6.3
- نسبة القدرة إلى الوزن: 0.65 حصان/باوند (1 كيلو وات/كجم).

## مزيد من القراءة
- Gunston, Bill. World Encyclopedia of Aero Engines. Cambridge, England. Patrick Stephens Limited, 1989. ISBN 1-85260-163-9